# Python (hüllőnem)
A Python a hüllők (Reptilia) osztályának pikkelyes hüllők (Squamata) rendjébe, ezen belül a pitonfélék (Pythonidae) családjába tartozó nem.

## Előfordulásuk
A Python-fajok előfordulási területe a Szahara alatti Afrika teljes területe, Madagaszkár, Dél- és Délkelet-Ázsia, valamint Indonézia számos szigete.

## Rendszerezés
A nembe az alábbi 10 élő faj és 1 fosszilis faj tartozik:
- angolai piton (Python anchietae) Bocage, 1887
- szalagos tigrispiton (Python bivittatus) Kuhl, 1820 - korábban a tigrispiton alfajának tekintették
- Python brongersmai Keogh, Barker & Shine, 2001 - korábban a kurta piton alfajának tekintették
- Python breitensteini Steindachner, 1880 - korábban a kurta piton alfajának tekintették
- kurta piton vagy vérpiton (Python curtus) Schlegel, 1872
- Python kyaiktiyo Zug, Gotte, & Jacobs, 2011
- tigrispiton (Python molurus) (Linnaeus, 1758)
- királypiton (Python regius) (Shaw, 1802)
- sziklapiton (Python sebae) (Gmelin, 1788)
- timori piton (Python timoriensis) (Peters, 1876)
- †Python europaeus (Syzndlar & Rage, 2003)